# Eremnophila eximia
Eremnophila eximia är en biart som först beskrevs av Amédée Louis Michel Lepeletier 1845.
Eremnophila eximia ingår i släktet Eremnophila och familjen grävsteklar. Inga underarter finns listade i Catalogue of Life.